# Breno Matosinhos
Breno Matosinhos Santos (n. Congonhas, Minas Gerais, Brasil, 5 de diciembre de 1991) es un futbolista brasileño. Se desempeña como delantero y actualmente milita en el Paulínia FC de Segunda Divisão del Campeonato Paulista.

## Clubes
| Club                      | País   | Año  |
| ------------------------- | ------ | ---- |
| Atlético Mineiro          | Brasil | 2012 |
| Universidad de Concepción | Chile  | 2012 |
| Grêmio Novorizontino      | Brasil | 2013 |
| Paulínia FC               | Brasil | 2014 |